# 1er congrès de SYRIZA
 (mai 2018).
Si vous disposez d'ouvrages ou d'articles de référence ou si vous connaissez des sites web de qualité traitant du thème abordé ici, merci de compléter l'article en donnant les références utiles à sa vérifiabilité et en les liant à la section « Notes et références ».
Le 1er congrès de SYRIZA s'est déroulé du 10 au 14 juillet 2013.

## Résultats

### Président
| Candidat       | Candidat         | Voix  | %     |
| -------------- | ---------------- | ----- | ----- |
|                | Aléxis Tsípras   | 2 477 | 74,04 |
|                | Sissy Vovou      | 157   | 4,69  |
|                | Panos Iliopoulos | 22    | 0,60  |
| Votes valides  | Votes valides    | 3 344 |       |
| Votes nuls     | Votes nuls       | 68    | 20,57 |
| Votes blancs   | Votes blancs     | 688   | 20,57 |
| Votes exprimés | Votes exprimés   | 3 412 |       |
| Inscrits       | Inscrits         | 3 430 |       |

### Comité central
| Liste          | Liste                                 | Voix  | %     | Membres         |
| -------------- | ------------------------------------- | ----- | ----- | --------------- |
|                | Liste unie                            | 2 294 | 67,61 | 135 (45 femmes) |
|                | Plateforme de Gauche                  | 1 023 | 30,15 | 60 (20 femmes)  |
|                | Membres non alignés au sein de SYRIZA | 35    | 1,03  | 2 (1 femme)     |
|                | Tendance communiste/Plate-forme       | 25    | 0,74  | 2 (1 femme)     |
|                | Intervention des Membres              | 9     | 0,27  | 1               |
|                | Intervention pour l'unité             | 7     | 0,21  | 0               |
| Votes valides  | Votes valides                         | 3 393 |       |                 |
| Votes nuls     | Votes nuls                            | 17    |       |                 |
| Votes blancs   | Votes blancs                          | 3     |       |                 |
| Votes exprimés | Votes exprimés                        | 3 413 |       |                 |
| Inscrits       | Inscrits                              | 3 430 |       |                 |